# Холатчахль
Холатча́хль — гора на півночі Уралу, поблизу кордону Республіки Комі і Свердловської області, висотою трохи менше 1100 метрів. Між нею та сусідньою безіменною висотою знаходиться перевал Дятлова. Назва гори перекладається з мансійської мови як «гора мерців»..
Холатчахль часто називають священною для мансі, проте єдина священна гора у мансійському фольклорі — Ялпінг-Ньєрі.
Відомою широкому загалу гора стала після 1959 року, коли на її схилі розташувала табір і згодом повністю загинула туристична група під керівництвом Ігоря Дятлова, на честь якого назвали перевал.